# The Prophetess, or the History of Dioclesian
The Prophetess: or, the History of Dioclesian is een semiopera van Henry Purcell, die voor het eerst werd opgevoerd in 1690 in het Londense Dorset Garden Theatre.
Dit werk is de eerste van Purcells vijf semiopera's; dat wil zeggen, het is een grotendeels gezongen toneelstuk, dan wel een opera met gesproken teksten erin. Het libretto is gebaseerd op het toneelstuk The Prophetess van John Fletcher en Philip Massinger uit 1622 en is een bewerking van de hand van Thomas Betterton, een van de belangrijkste acteurs uit 17de-eeuws Engeland en manager van het Dorset Garden Theatre, in die tijd ook aangeduid als The Queen's Theatre.
Het werk bevat, zoals typisch voor die tijd, ook vele dansen. De choreografie werd verzorgd door Josias Priest. Het werk heeft vijf bedrijven, waarvan het laatste een lange masque bevat.
John Dryden schreef een proloog, maar wegens de kritiek op Koning Willem III van Engeland (Stadhouder Willem III van Nederland), die op dat moment oorlog voerde in Ierland, werd deze reeds na één opvoering verboden.
Het stuk handelt over de Romeinse keizer Diocletianus, maar vooral over de eeuwige strijd tussen plicht en liefde. Diocles is een gewoon soldaat en wordt bemind door Drusilla. Drusilla's tante Delphia is een zieneres en zij voorspelt dat Diocles keizer zal worden, als hij 'het zwijn' heeft gedood. De soldaat velt veel zwijnen, maar pas als hij Aper, de moordenaar van de vorige keizer Numerianus doodt (Aper = Latijn voor beer of mannetjeszwijn) wordt hij tot mede-keizer uitgeroepen en neemt de naam Dioclesian aan.
De huidige keizer, nu mede-keizer, Charinus heeft een mooie zuster, Prinses Aurelia, en tot woede van de zieneres besluit Dioclesian haar te trouwen, in plaats van Drusilla. Delphia stuurt een monster om de huwelijksplechtigheid te verstoren. Vervolgens zorgt zij dat Prinses Aurelia verliefd wordt op Maximinian, neef en metgezel van Dioclesian. Na nog enige verwikkelingen krijgt Dioclesian uiteindelijk berouw, geeft zijn co-keizerschap aan Maximinian en trekt zich met Drusilla terug in het landhuis van zijn vader. Daar is hij nog niet veilig voor de jaloerse Maximinian, maar wordt gered door Delphia. De finale Masque toont ons het spektakel dat Delphia met haar magische krachten oproept om de gelukkige afloop te vieren.
Bij Engelse semi-opera's uit de 17e eeuw zongen de hoofdrolspelers alleen wanneer ze bovennatuurlijke personen voorstelden. Meestal werd 'voor' hen gezongen door op het toneel aanwezige dienaars, soldaten, e.d.
Dioclesian was zeer populair en werd vaak opgevoerd. We weten uit de regieaanwijzingen en verslagen van ooggetuigen dat de opvoeringen buitengewoon spectaculair waren: er werd van ingewikkelde decors gebruikgemaakt. Om die reden was het opvoeren van een opera een bijzonder kostbare aangelegenheid. Purcell componeerde na Dioclesian echter nog vier soortgelijke werken, want de United Company, het gezelschap van Betterton, heeft er, althans in 1690, behoorlijk aan verdiend.

## Muziek bij het verhaal
Zoals toen gebruikelijk begint het werk met de 'eerste' en 'tweede' muziek en vervolgens de ouverture.

### 1ste bedrijf
In het eerste bedrijf maken we kennis met Delphia en haar nichtje Drusilla. De keizer Charinus wordt geïnformeerd over de dood onder verdachte omstandigheden van zijn voorganger Numerianus en hij zet een prijs op het hoofd van de moordenaar Aper. Zijn zuster Aurelia is bovendien bereid te trouwen met degene die Aper zal doden. We ontmoeten Diocles die in gezelschap van zijn neef Maximinian en dienaar Geta op wilde zwijnen jaagt, in de hoop daarmee Delphia's voorspelling in vervulling te doen gaan. Het bedrijf sluit met een horlepiep.

### 2de bedrijf
Nadat Diocles Aper heeft gedood, zingen zijn medestanders zijn lof: 'Great Diocles the boar (=beer) has killed'. Meer lofliederen volgen, met een belangrijke rol voor trompetten, pauken en hobo's, afgewisseld met fluiten wanneer de genoegens van de liefde worden bezongen die op de verschrikkingen van de oorlog zullen volgen. Dioclesian ontmoet Princes Aurelia, maar als een priester verschijnt om het huwelijk in te zegenen, grijpt Delphia in en stuurt bliksem en donder, gevolgd een ontzagwekkend monster, dat langzaam naar voren komt. Het gezelschap is geschrokken en veronderstelt dat men te haastig is geweest met de trouwplechtigheid en dat men eerst Numerius op gepaste wijze had moeten begraven. Daarop valt het monster plotseling in delen uiteen en verandert in een groep dansende furiën. Het bedrijf eindigt met een dodenmars met trommels en trompetten.

### 3de bedrijf
Het derde bedrijf wordt geopend met Purcells bekende 'Two in One upon a Ground', voor twee blokfluiten, de instrumenten om liefde mee aan te duiden, gevolgd door een gesproken scène tussen Maximinian en Delphia; hij is jaloers op de eer die Diocles ten deel is gevallen en wordt door toedoen van Delphia ook nog verliefd op Aurelia. Later in deze acte zal namens hem worden gezongen 'What shall I do to show how much I love her?' maar eerst volgen scènes waarin de nadruk ligt op komische dialogen en waarin Geta de centrale figuur is. Ook hij is in aanzien gestegen en meent zich te kunnen meten met Delphia. Zij laat groteske figuren in de wandtapijten tot leven komen en een dans uitvoeren, waarin ze worden bijgestaan door dansende stoelen. Inmiddels is Rome in oorlog met de Perzen.

### 4de bedrijf
Delphia gebruikt haar magische krachten om de Romeinen, onder wie Aurelia, door de Perzen gevangen te laten nemen. Dioclesian erkent haar macht. De zieneres illustreert nog even wat er zou zijn gebeurd als hij niet had toegegeven en creëert visioenen van een opgebaarde Aurelia en een koepel die instort als de zuilen veranderen in dansende vlinders. Dioclesian wint de veldslag en bevrijdt de prinses uit handen van de Perzen; Trompetten begeleiden de lofzang die volgt. Diocles laat de gevangengenomen Perzen vrij en draagt zijn keizerschap over aan Maximinian.

### 5de bedrijf
De nog steeds jaloerse Maximinian zoekt Dioclesian op in zijn huis op het platteland en wil hem doden, maar wordt door Delphia tegengehouden. Dioclesian schenkt hem vergiffenis en vraagt Delphia om een feest te organiseren dat gepast is om een keizer mee te ontvangen. Dat wordt de masque die het grootste deel van het laatste bedrijf vormt: Cupido bijgestaan door het koor roept de woudbewoners tevoorschijn. Een enorme machine komt naar beneden en blijft boven het toneel hangen. Hij bestaat uit vier platforms, mini-toneeltjes, elk iets hoger dan de vorige en elk een paleis van een god voorstellend, tezamen zo groot als het hele toneel. Nimfen, faunen, najaden, bosgoden, herders en herderinnen, volgelingen van Bacchus en van Cupido zingen en dansen. Met een loflied van het koor op de overwinning van De Liefde en een dans waaraan het hele gezelschap deelneemt, eindigt het werk.